# Filastri de Brescia
Filastri de Brescia   (330 (Gregorià) - Brescia, 4 d'abril de 397 (Gregorià))Filastri o Filastre (també, Philastrius, Filastrius, Filaster) va ser bisbe de Brescia a finals del segle iv. És l'autor d'un catàleg d'heretgies titulat Diversarum Hereseon Liber, o de vegades, simplement De Hæresibus, escrit cap a l'any 384. Va assistir a un sínode celebrat a Aquileia l'any 381. Agustí d'Hipona es va trobar amb ell a Milà cap a l'any 383 o potser una mica més tard. Va morir abans de l'any 397.
Se sap molt poc de la seva vida. Es conserva un sermó en honor seu del seu successor, Gaudenci, que es va utilitzar en el catorzè aniversari de la seva mort, el 18 de juliol. Aquest sermó és un panegíric que posa de manifest les qualitats pastorals del prelat. Comença lloant la seva renúncia, perquè va deixar la seva terra natal, com en un altre temps ho havia fet Abraham. Això vol dir que no era de Brescia, i se l'ha considerat nascut a Hispània o a l'Àfrica, i fins i tot a Egipte. Després d'haver estat ordenat sacerdot, va viatjar per tot l'Imperi Romà (circumambiens Universum penis ambitum Orbis Romani), predicant contra els pagans, els jueus i els herètics, especialment contra els arrians. Va ser apallissat i torturat pel seu zel contra les heretgies, i va portar els senyals tota la vida. A Milà va ser un gran suport per als catòlics quan la diòcesi estava governada per Auxenci, bisbe que defensava l'arrianisme. A Roma va tenir discussions privades i públiques amb heretges, i en va convertir molts. Quan va ser nomenat bisbe de Brescia, probablement per influència d'Ambròs, el successor d'Auxenci, va deixar de viatjar. Això hauria passat al voltant del 380, ja que l'any següent va assistir al sínode d'Aquileia. No en sabem res del que va fer durant els anys que va ser bisbe. El bisbe Ambròs, va morir a Milà el 4 d'abril 397, i va assistir a la consagració del bisbe Gaudenci, el successor de Filastri. Això ens dona un terminus ante quem per la mort del seu predecessor.

## L'obraDiversarum Hereseon Liber
És gairebé impossible determinar en quin període de la seva vida Filastri va compondre aquest llibre contra les heretgies. Les indicacions que es poden extreure del text són contradictòries i es creu que probablement es van interpolar. S'acostuma a datar entre el final de la dècada del 370, potser abans d'accedir a l'episcopat, i el 385.
El llibre dona diverses informacions. Conté un resum de 28 heretgies jueves i 128 heretgies cristianes. Es presenten en 64 capítols "històrics", on es menciona sempre el responsable de l'heretgia, seguit de 64 capítols "temàtics" on els capítols s'organitzen segons els ensenyaments dels heretges.
Justus Lipsius va trobar que en el "Catàleg" d'heretgies de Filastri, la llista d'heretgies cristianes fins a Noet van ser tretes del mateix compilador de les fonts d'Epifani de Salamina, és a dir, del perdut Sintagma d'Hipòlit de Roma. De totes maneres, Agustí, en el seu llibre De Hæresibus, resumeix les 60 heretgies cristianes que dona Epifani, i n'incorpora 23 més, preses de Filastri. I Informa que aquest autor n'ha descrit d'altres, que ell, Agustí, no les considera herètiques. Filastri no està gaire ben considerat entre el teòlegs, ja que l'opinió d'Agustí l'ha desprestigiat. Se'l critica per la manca de rigor doctrinal i per posseir una bona dosi d'ingenuïtat.